# Lisa Blount
Pour les articles homonymes, voir Blount.
Lisa Blount, née le 1er juillet 1957 à Fayetteville et morte à Little Rock le 25 octobre 2010, est une actrice et productrice américaine. Elle a été nommée pour le Golden Globe de la révélation féminine de l'année pour son rôle dans le film Officier et Gentleman (1982) et a remporté l'Oscar du meilleur court métrage (prises de vues réelles) en tant que productrice du court-métrage The Accountant (2001).

## Biographie

### Enfance
Lisa Blount est née à Fayetteville, dans l'Arkansas en 1957. Ses parents, Margaret Louise Martin et Glen Roscoe Blount, l'ont élevée à Jacksonville, dans l'Arkansas. Elle a étudié au lycée de Jacksonville et en a été diplômée en 1975 . Elle a ensuite étudié le théâtre à l'université de l'Arkansas à Little Rock, et à l'université d'état de Valdosta en Géorgie.

### Carrière
Après avoir obtenu plusieurs petits rôles à la télévision et dans des films comme September 30, 1955 et  Réincarnations , Blount a été nommée pour le Golden Globe de la révélation féminine de l'année pour sa performance dans le rôle de Lynette Pomeroy dans le film Officier et Gentleman (1982).
Lisa Blount remporte un Oscar en 2001 pour le meilleur court métrage en tant que productrice de The Accountant.

## Filmographie

### Actrice
- 1977 : September 30, 1955 : Billie Jean Turner
- 1979 : L'Échange (The Swap) de Jordan Leondopoulos : Vivian Buck (plusieurs scènes de ce film sont issues du film Le Contrat (1969) du même réalisateur)
- 1981 : Réincarnations (Dead & Buried) : Girl on the Beach / Nurse Lisa
- 1982 : Officier et gentleman (An Officer and a Gentleman) : Lynette Pomeroy
- 1983 : Si tu me tues, je te tue (Murder Me, Murder You) de Gary Nelson (TV) : Michelle Jameson
- 1984 : What Waits Below (en) de Don Sharp : Leslie Peterson
- 1985 : La Course au bonheur (Stormin' Home) (TV) : Sissy Rigetti
- 1985 : Le Dernier Missile (Radioactive Dreams) : Miles Archer
- 1985 : Amazonia : La Jungle blanche (Inferno in diretta) : Fran Hudson
- 1985 : Cease Fire : Paula Murphy
- 1986 : Annihilator, le destructeur (Annihilator) (TV) : Cindy
- 1987 : Nightflyers : Audrey
- 1987 : Prince des ténèbres (Prince of Darkness) : Catherine Danforth
- 1988 : South of Reno : Anette Clark
- 1988 : Unholy Matrimony (TV) : Karen Sader
- 1989 : Out Cold de Malcolm Mowbray (en) : Phyllis
- 1989 : Great Balls of Fire! : Lois Brown
- 1989 : Vengeance aveugle (Blind Fury) de Phillip Noyce : Annie Winchester
- 1991 : Sons and Daughters (série télévisée) : Mary Ruth Hammersmith
- 1991 : Femme fatale (en) : Jenny Purge
- 1992 : Curs en feu (en) (In Sickness and in Health) (TV) : Carmen
- 1992 : An American Story (TV) : Becky Meadows
- 1993 : Le Bazaar de l'épouvante (Needful Things) : Cora Rusk
- 1994 : Stalked : Janie
- 1994 : Consentement judiciaire (Judicial Consent) : D.A. Theresa Lewis
- 1994 : Murder Between Friends (TV) : Janet Myers
- 1996 : Profit (série télévisée) : Bobbi Stakowski
- 1996 : Box of Moon Light : Purlene Dupre
- 1997 : Get to the Heart: The Barbara Mandrell Story (TV) : Mary Mandrell
- 1999 : Traffic (TV)
- 1999 : If... Dog... Rabbit... : Sarah Cooper-Toole
- 2002 : A.K.A. Birdseye : Vicky Sharpless
- 2003 : Trash (série télévisée) : Lisa
- 2004 : Chrystal : Chrystal
- 2007 : Randy and the Mob : Charlotte Pearson

### Productrice
- 2001 : The Accountant, Oscar du meilleur court métrage en prises de vues réelles 2001
- 2004 : Chrystal